# Хіміко (крапля Лайман-альфа)
Хіміко — велика газова хмара, виявлена на червоному зсуві z = 6,595, що означає відстань близько 12,9 мільярда світлових років від Землі, у дуже ранньому Всесвіті. За часом вона передує подібним краплям Лайман-альфа, які було виявлено раніше. На момент її відкриття в 2009 році дослідники заявили, що «хмара може бути наймасивнішим об'єктом, коли-небудь виявленим у ранньому Всесвіті». Вона розташована в напрямку сузір'я Кита.

## Відкриття
Об'єкт було відкрито 2007 року групою японських дослідників у XMM-Newton-Deep-Survey-Feld (SXDS). У SXDS в оптичному діапазоні було відкрито 207 об'єктів, які могли бути галактиками. Хіміко був таким яскравим, що науковці спочатку не вірили, що він може бути розташований на відстані цього глибокого поля огляду.
Використовуючи інструменти Deep Extragalactic Imaging Multi-Object Spectrograph (DEIMOS) обсерваторії Кека, Гаваї, та Inamori Magellan Areal Camera and Spectrograph (IMACS) у обсерваторії Лас-Кампанас, Чилі, був досліджений електромагнітний спектр. Була ідентифікована чітка лінія Лайман-альфа на червоному зсуві z = 6,595, що відповідало епосі спостереження 800 млн. років після Великого Вибуху.
За допомогою телескопу Спітцера, Британського інфрачервоного телескопу та інших інструментів були визначені швидкість зореутворення та маса галактики.

## Характеристики
Вважається, що ця хмара газів є протогалактикою, яку земний спостерігач бачить у період її утворення, на початку епохи реіонізації. Спостереження не виявили якої-небудь деталізованої структури. 
Спектр показує чітку лінію Лайман-α, утворену випроміненням збудженого гідрогену, та загальний фон випромінення зір, але в ньому не виявлено ознак інших елементів, крім водню та гелію. На поточний час не зрозуміло, чим нагрівається та іонізується гідроген для випромінення Лайман-альфа. Її яскравість не можна пояснити гравітаційним лінзуванням, активністю чорних дір або зовнішнім збудженням. Відсутність ознак інших хімічних елементів (крім водню та гелію) свідчить про надзвичайну примітивність об'єкта, який перебуває на досить ранньому етапі еволюції, щоб не бути забрудненим викидами вуглецю та інших елементів, які утворюються внаслідок нуклеосинтезу в зорях.
Хмара має 55000 світлових років у поперечнику (половина діаметра нашої Галактики), швидкість зореутворення на рівні 34 маси Сонця на рік і масу близько 40 мільярдів M☉, тобто, в 10 разів більше, ніж наступний за масою об'єкт раннього Всесвіту (на час відкриття). 
Незрозуміло, чи достатньо для іонізації газоподібного водню, щоб газоподібний водень знаходився в гравітаційному потенціалі галактики, чи потрібно застосувати подальші механізми. Дискусії включають, наприклад нагрівання активним ядром галактики (що означатиме наявність надмасивної чорної діри) або зіткнення двох галактик.
Масамі Учі, дослідник Інституту Карнегі в Пасадені, штат Каліфорнія, заявив: "Я ніколи не чув про будь-які [подібні] об'єкти, які можна було б виявити на цій відстані ... [це] рекорд".

## Заплановані подальші дослідження
Невирішені питання іонізації газу передбачається підтвердити або виключити подальшими спостереженнями. Зокрема, формування зір у Хіміко буде додатково досліджено за допомогою обсерваторії Кека, а можливість існування чорної діри - за допомогою телескопу Чандра. Космічний телескоп Габбл також може бути використаний для розгляду ймовірності зіткнення двох менших галактик як причини іонізації. 

## Назва
Японський дослідник назвав об’єкт ім'ям японської королеви-шамана III століття Хіміко 

## Подальше читання
- Ouchi, Masami та ін. (May 2009). Discovery of a giant Lyα Emitter near the Reionization Epoch. The Astrophysical Journal. 696 (2): 1164—1175. arXiv:0807.4174. Bibcode:2009ApJ...696.1164O. doi:10.1088/0004-637X/696/2/1164.